# ألبرت ينسن
ألبرت ينسن (بالدنماركية: Albert Jensen)‏ هو مهندس معماري دنماركي، ولد في 25 ديسمبر 1847 في Frederikssund ‏ في الدنمارك، وتوفي في 26 يونيو 1913 في فريدريكسبرغ في الدنمارك.

## معرض صور

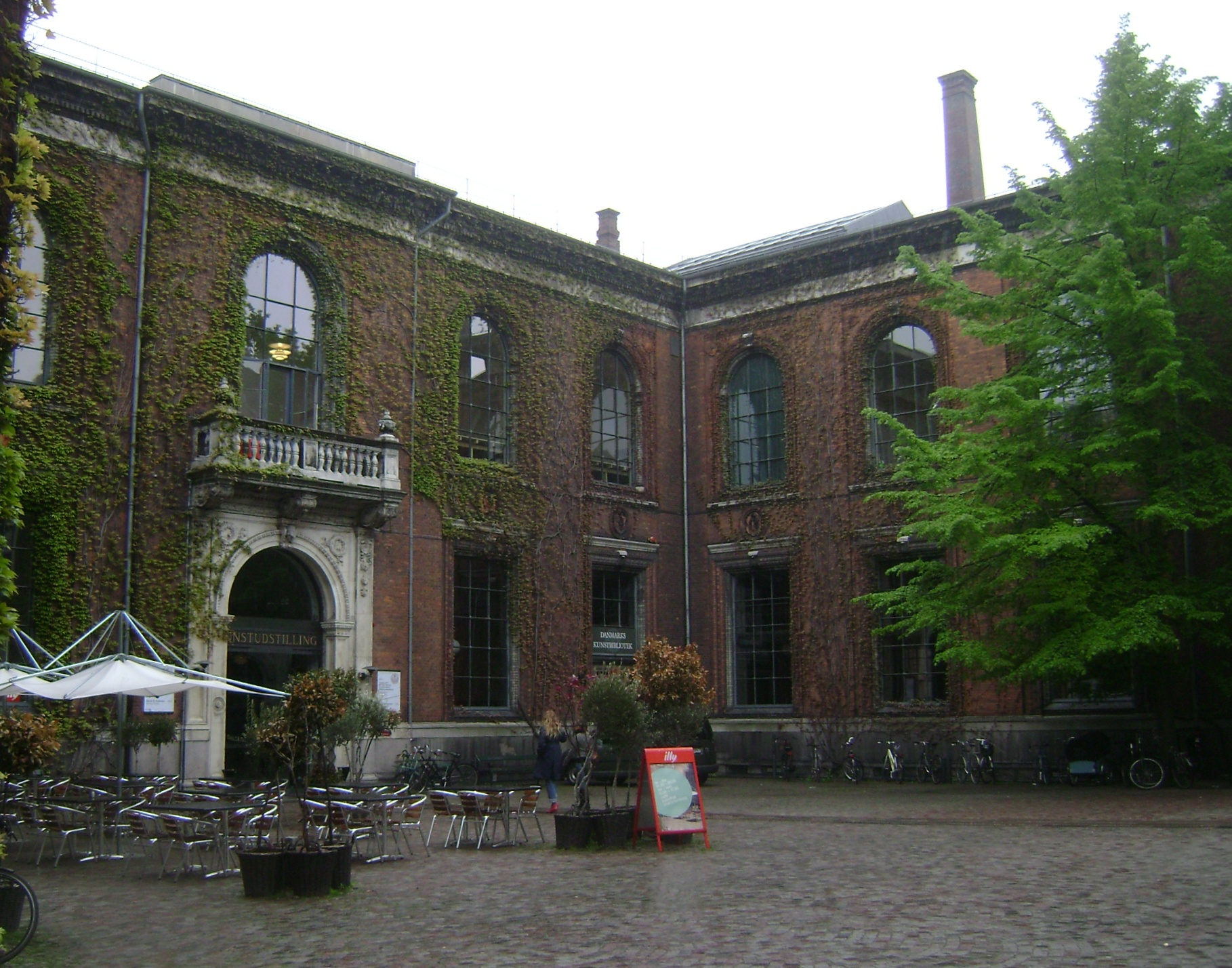
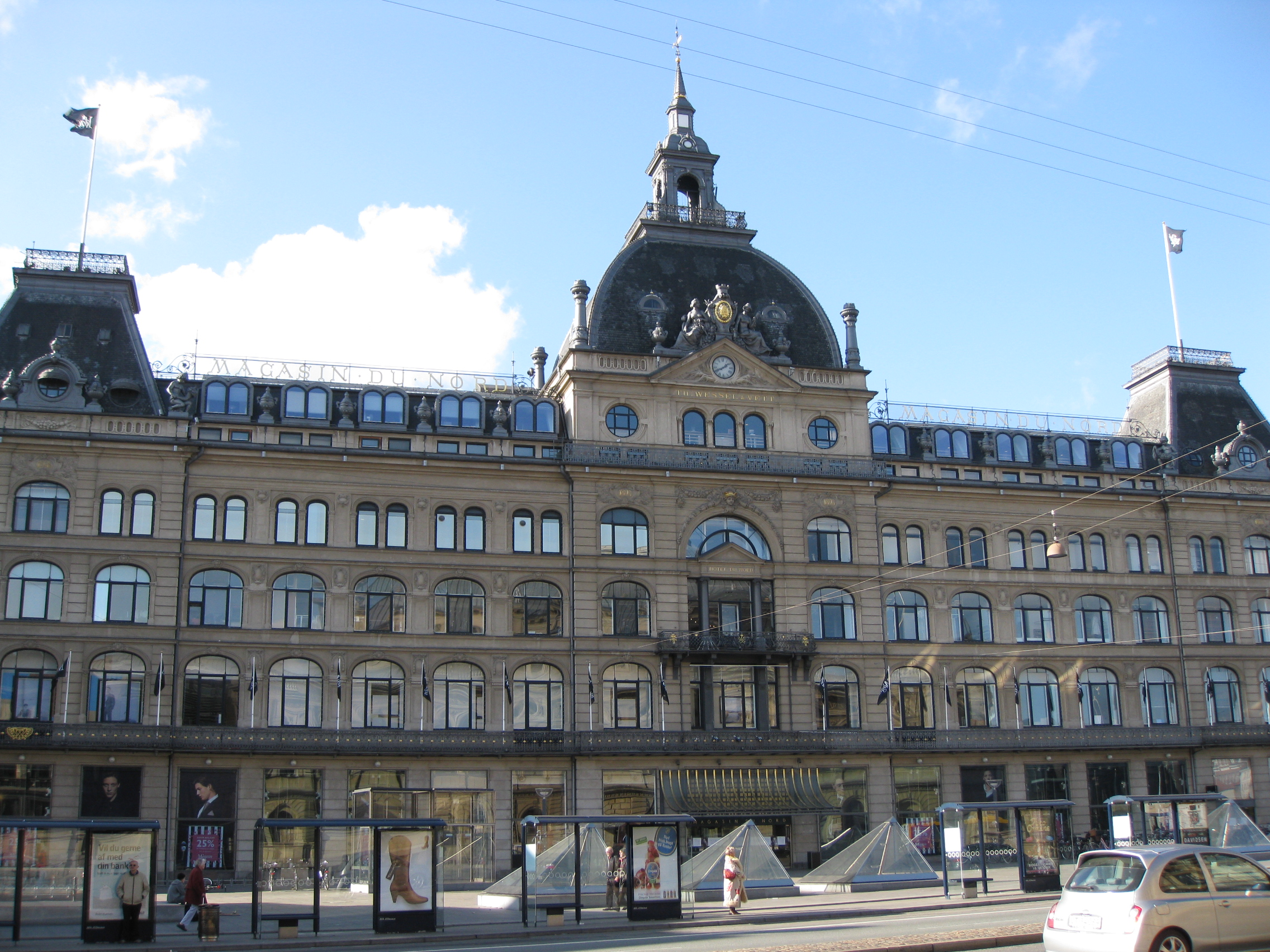
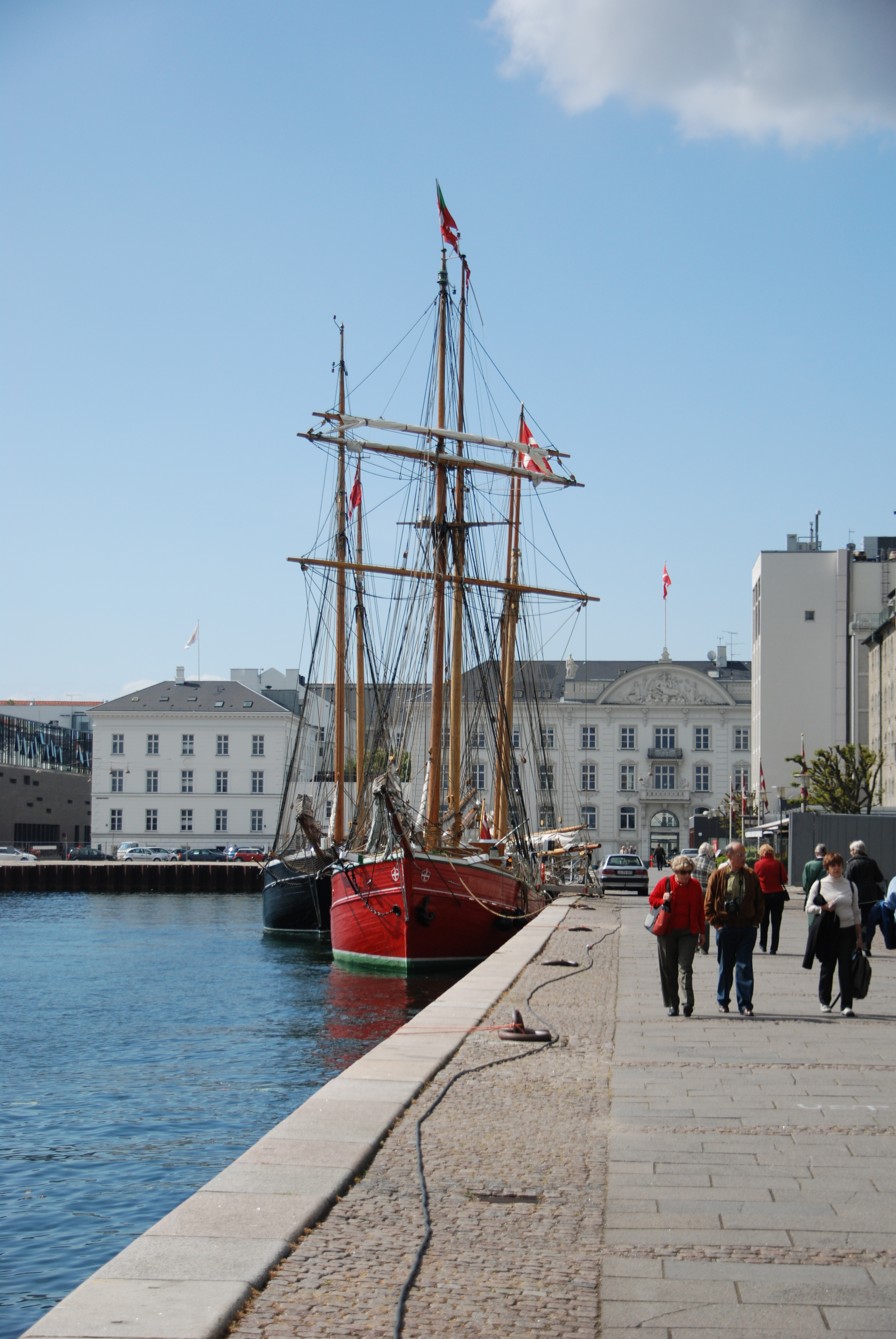